# راجر عسله
راجر عسله (انگلیسی: Roger Assalé؛ زادهٔ ۱۳ نوامبر ۱۹۹۳) بازیکن فوتبال اهل ساحل عاج است.
وی همچنین در تیم‌ ملی فوتبال زیر ۲۰ سال ساحل عاج و تیم ملی فوتبال ساحل عاج بازی کرده‌است.